# 堀越謙三
堀越 謙三（ほりこし けんぞう、1945年 - 2025年6月19日）は、日本の映画プロデューサー。映画製作配給興行会社ユーロスペース代表。東京藝術大学名誉教授。開志専門職大学 アニメ・マンガ学部教授（2021年 - ）。レオス・カラックス監督とのコラボレーションで知られている。

## 経歴
1967年早稲田大学第一文学部独逸文学専修を卒業して渡独。1970年にマインツ市で会員制旅行代理店「欧日協会」を友人と創業。1971年マインツ大学ドイツ文学科修士課程を中退して帰国。
1976年に、カンヌでの上映前にミュンヘンで「さすらい」を見て、ヴィム・ヴェンダースに電話し、会い、「（この映画を）日本で上映したい」と申し入れる。堀越とヴェンダースは同い年。以来、現在まで良い関係が続いている。
1977年にヴィム・ヴェンダース、ライナー・ヴェルナー・ファスビンダーらニュー・ジャーマン・シネマを紹介するドイツ新作映画祭を開催、自主上映活動を開始。1983年、旅行代理店を日本航空に売却した資金で、東京・渋谷にミニシアター「ユーロスペース」を開館、以来独自の買い付けによる興行・配給を行い、クローネンバーグ、カラックス、アルモドヴァル、トリアー、蔡明亮、カウリスマキ、キアロスタミ、オゾンら作家映画を系統的に配給し、ミニシアターブームを牽引、1991年からは日本映画の製作や海外との共同製作を手がける。
1997年に財団法人アテネ・フランセと共同で特定非営利活動法人「映画美学校」を設立。1999年金沢にミニシアター「シネモンド」開館。その後東京藝術大学からの依頼により大学院映像研究科の立ち上げを藤幡正樹らと主導、2005～2013年の定年までの８年間、同大学院教授（現名誉教授）を務める。退職後は早稲田大学理工学術院客員教授、日本大学芸術学部非常勤講師を歴任。
現在はユーロスペース代表取締役の傍ら、2014年に立ち上げたライブホール「ユーロライブ」で「渋谷らくご」「渋谷コントセンター／テアトロ・コント」「浪曲映画祭」などの定例自主公演を行う多目的ホールを運営する。
2025年6月19日、間質性肺炎で死去。80歳没。

## 製作作品
- 山田勇男「アンモナイトのささやきを聞いた」1992年カンヌ映画祭批評家週間
- 勅使川原三郎「T-City」（短編／愛知芸術文化センター委嘱製作）
- バフティャル・フドイナザーロフ「コシュ・バ・コシュ」1993年ヴェネチア映画祭銀獅子賞
- 石井聰互「エンジェル・ダスト」1994年モントリオール、トロント、トリノ映画祭
- ウェイン・ワン「スモーク」1995年ベルリン映画祭銀熊賞・国際批評家連盟賞・観客賞
- ダニエル・シュミット「大野一雄」（短編／愛知芸術文化センター委嘱製作）
- ダニエル・シュミット「書かれた顔」1995年ロカルノ映画祭オープニング上映
- ジャン・ピエール・リモザン「Tokyo Eyes」1997年カンヌ映画祭ある視点部門
- ケネス・ラブ「フランク・ロイド・ライトと日本の美術」日本経済団体連合会会長賞
- レオス・カラックス「ポーラＸ」1998年カンヌ映画祭コンペティション部門
- フランソワ・オゾン「クリミナル・ラヴァーズ」1998年ヴェネチア映画祭
- バフティャル・フドイナザーロフ「ルナ・パパ」1999年東京国際映画祭芸術貢献賞
- 黒沢清「大いなる幻影」1999年ヴェネチア映画祭
- 塩田明彦「どこまでもいこう」1999年度文化庁優秀映画大賞
- フランソワ・オゾン「焼け石に水」2000年ベルリン映画祭コンペティション部門
- 佐藤真「SELF and OTHERS」2000年
- 松岡錠司「アカシアの道」2000年東京国際映画祭
- フランソワ・オゾン「まぼろし」2001年トロント映画祭
- アモス・コレーグ「ブリジット」2001年ベルリン映画祭コンペティション部門
- DVシネマ「映画番長シリーズ」2001年 長編11作品（監督＝瀬々敬久、高橋洋、清水崇など）
- 青山真治「秋聲旅日記」2003年 中編／金沢市委嘱製作）
- 松浦徹「ギミー・ヘブン」2005年モントリオール映画祭
- 青山真治「AA／音楽批評家：間章」2005年
- アッバス・キアロスタミ「Like Someone in Love」2012年カンヌ映画祭コンペティション部門
- パスカル=A・ヴァンサン「今敏─夢みる人」2021年アヌシー国際アニメーション映画祭（予定）
- レオス・カラックス「アネット」2021年カンヌ映画祭コンペティション部門

## 受賞・受章
- 2001年  ユニ・フランス/フランス映画貢献賞
- 2005年 　第23回川喜多賞[8]
- 2006年   日本映画ペンクラブ・功労賞（ユーロスペースとしての受賞）
- 2008年   フランス共和国芸術文化勲章シュヴァリエ[9]

## 著作
- 1994年9月（共著）「映画の輸入・配給」／東海大学出版局『芸術経営学講座＜映像編＞』
- 2009年1月（共著）「グローバル時代に おける日本映画のゆくえ」／岩波書店『日本映画は生きている』 第８巻
- 2014年8月～ 15年10月（共著）「インディペンデン トの栄光」／筑摩書房『月刊ちくま』 ユーロスペースおよび個人活動に関する15回連続インタビュー
  - 『インディペンデントの栄光　ユーロスペースから世界へ』筑摩書房 2022（高崎俊夫編集）